# Takumi Horiike
Takumi Horiike (jap. 堀池 巧, Horiike Takumi; * 6. September 1965 in Shimizu, Präfektur Shizuoka) ist ein ehemaliger japanischer Fußballspieler.

## Nationalmannschaft
1986 debütierte Horiike für die japanische Fußballnationalmannschaft. Horiike bestritt 58 Länderspiele. Mit der japanischen Nationalmannschaft qualifizierte er sich für die Asienmeisterschaft 1988 und 1992.

## Errungene Titel

### Mit der Nationalmannschaft
- Asienmeisterschaft: 1992

### Mit seinen Vereinen
- Japan Soccer League: 1990/91, 1991/92
- J. League Cup: 1996

## Persönliche Auszeichnungen
- J. League Best Eleven: 1993